# Tomentella oligofibula
Tomentella oligofibula är en svampart som beskrevs av M.J. Larsen, Beltrán-Tej. & Rodr. Armas 1994. Tomentella oligofibula ingår i släktet Tomentella och familjen Thelephoraceae.   Inga underarter finns listade i Catalogue of Life.